# Bancos de Bolivia

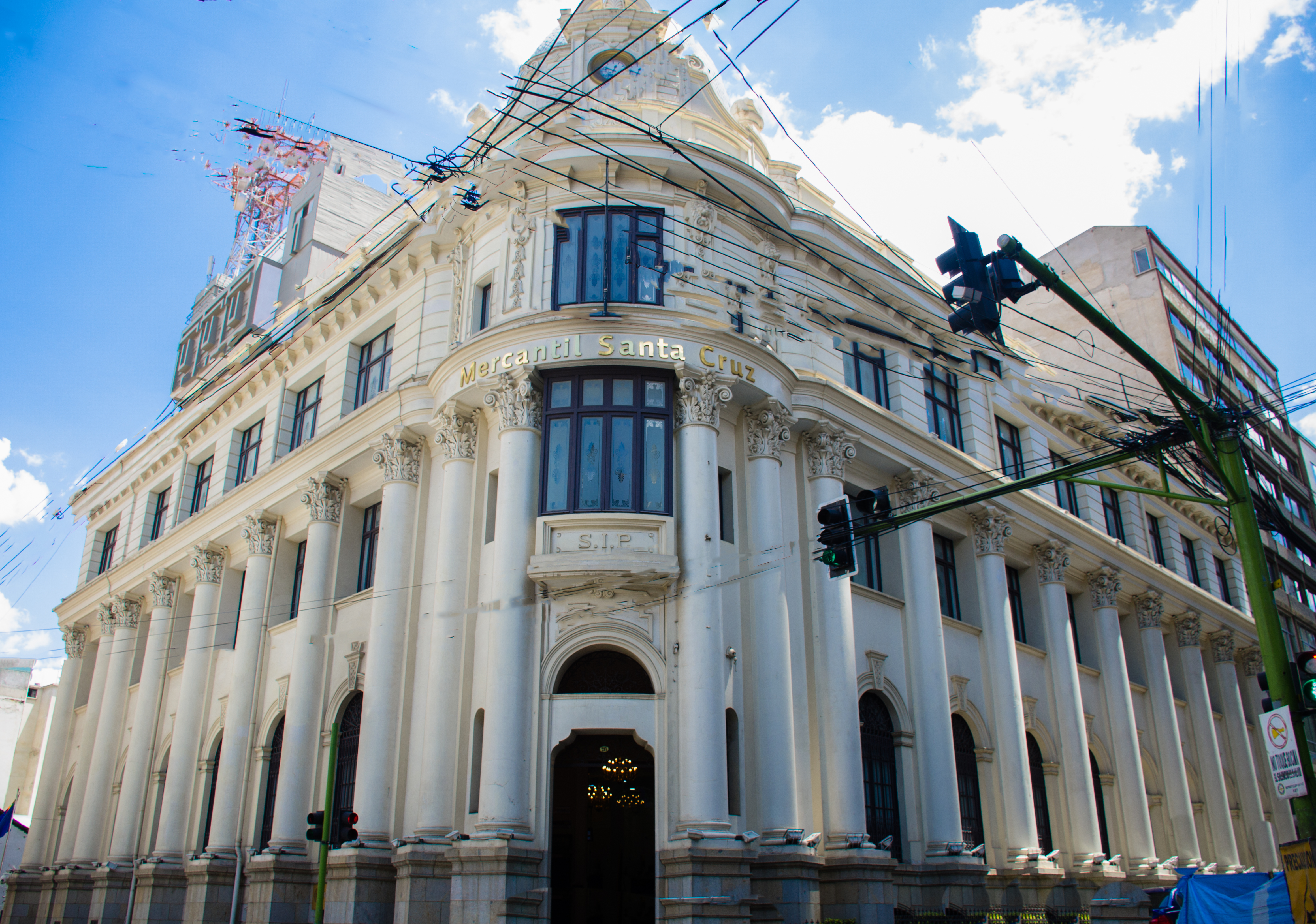
Sede del Banco Mercantil, El más grande de Bolivia

Los bancos bolivianos, públicos y privados proveen de créditos de inversión a la pequeña empresa minera y agrícola. También operan en el país instituciones financieras privadas nacional y extranjeras. En 2017 las utilidades de las entidades financieras subieron un 19% entre enero y abril con relación a igual periodo de 2016, los bancos múltiples acumularon el 93% de los réditos de este sector.
Además, el número de cuentas bancarias alcanzó a 2017 los 8,5 millones, lo que representa aproximadamente un 75 por ciento de la población total del país. Estas mejoras en bancarización, tuvieron efectos positivos sobre la inclusión financiera, y han sido posibles en un entorno en el que las entidades bancarias flexibilizan cada vez más los requisitos de apertura de cuenta.

## Lista
Este es un ranking de los bancos comerciales que operan en el sistema financiero de Bolivia según la cantidad de activos, para diciembre de 2024.
| N.º | Banco                          | País      | Propietario                                                   | Fundación | Activos (en millones de Bolivianos) | Activos (en millones de Bolivianos) | Tipo          |
| --- | ------------------------------ | --------- | ------------------------------------------------------------- | --------- | ----------------------------------- | ----------------------------------- | ------------- |
| 1   | Banco Unión                    | Bolivia   | Estado Plurinacional de Bolivia                               | 1981      | 55 303                              | [ 3 ]                               | Banca pública |
| 2   | Banco Mercantil Santa Cruz     | Bolivia   | Grupo Mercantil Santa Cruz                                    | 1905      | 43 575                              | [ 4 ]                               | Banca privada |
| 3   | Banco Nacional                 | Bolivia   | BNB Corporación                                               | 1872      | 35 285                              | [ 5 ]                               | Banca privada |
| 4   | Banco BISA                     | Bolivia   | Grupo Financiero Bisa                                         | 1962      | 29 956                              | [ 6 ]                               | Banca privada |
| 5   | Banco de Crédito de Bolivia    | Perú      | Credicorp                                                     | 1994      | 25 523                              | [ 7 ]                               | Banca privada |
| 6   | Banco Fie                      | Bolivia   | CONFIE S.L.                                                   | 1998      | 24 903                              | [ 8 ]                               | Banca privada |
| 7   | BancoSol                       | Bolivia   | Triodos Bank Acción International LLC                         | 1986      | 23 791                              | [ 9 ]                               | Banca privada |
| 8   | Banco Ganadero                 | Bolivia   | Grupo Monasterios                                             | 1994      | 20 498                              | [ 10 ]                              | Banca privada |
| 9   | Banco Económico                | Bolivia   | Grupo Kuljis                                                  | 1991      | 14 702                              | [ 11 ]                              | Banca privada |
| 10  | Banco Prodem                   | Venezuela | Bandes                                                        | 1998      | 11 206                              | [ 12 ]                              | Banca pública |
| 11  | Banco de Desarrollo Productivo | Bolivia   | Estado Plurinacional de Bolivia Corporación Andina de Fomento | 1996      | 10 114                              | [ 13 ]                              | Banca pública |
| 12  | Banco Fortaleza                | Bolivia   | Grupo Financiero Fortaleza ASN Bank                           | 1997      | 5 401                               | [ 14 ]                              | Banca privada |
| 13  | Banco Nación                   | Argentina | República Argentina                                           | 1891      | 225                                 | [ 15 ]                              | Banca pública |

### Bancos desaparecidos

#### Bancos liquidados
| N.º | Banco                     | País         | Dueño                                 | Inicio | Cierre | Destino                                                  | Ref    |
| --- | ------------------------- | ------------ | ------------------------------------- | ------ | ------ | -------------------------------------------------------- | ------ |
| 1   | Banco Boliviano Americano | Islas Caimán | BBA Internacional Banking Corporation | 1957   | 1995   | Liquidada, cartera de créditos absorbida por Credicorp   | [ 16 ] |
| 2   | Banco Fassil              | Bolivia      | Santa Cruz Financial Group            | 1996   | 2023   | Liquidada, cartera de créditos repartida entre 8 bancos. | [ 17 ] |

#### Bancos absorbidos
| N.º | Banco                     | País     | Dueño             | Inicio | Cierre | Destino                                  | Ref |
| --- | ------------------------- | -------- | ----------------- | ------ | ------ | ---------------------------------------- | --- |
| 1   | Banco Los Andes ProCredit | Alemania | ProCredit Holding | 1995   | 2016   | Absorbida por Banco Mercantil Santa Cruz |     |